# 18493 Demoleon
18493 Demoleon è un asteroide troiano di Giove del campo troiano. Scoperto nel 1996, presenta un'orbita caratterizzata da un semiasse maggiore pari a 5,2989511 UA e da un'eccentricità di 0,0917093, inclinata di 17,19810° rispetto all'eclittica.
L'asteroide è dedicato a Demoleonte, guerriero troiano.